# Conrado Paulino
Conrado Francisco Paulino Bonilla, ou simplesmente Conrado Paulino (Buenos Aires, Argentina, 1 de março de 1958) é um violonista, guitarrista, arranjador e compositor argentino, radicado no Brasil.